# Pallavolo Hermaea 2020-2021
Questa voce raccoglie le informazioni riguardanti la Pallavolo Hermaea nelle competizioni ufficiali della stagione 2020-2021.

## Organigramma societario
Area direttiva
- Presidente: Gianni Sarti

Area tecnica
- Allenatore: Emiliano Giandomenico
- Allenatore in seconda: Stefano Cadoni
- Scout man: Antonio D'Ambrosio

## Rosa
| N° | Nome                | Ruolo | Data di nascita   | Squadra   |
| -- | ------------------- | ----- | ----------------- | --------- |
| 2  | Jessica Joly        | S     | 6 gennaio 2000    | Italia    |
| 3  | Sara Angelini       | C     | 13 ottobre 1989   | Italia    |
| 6  | Letizia Ciani       | P     | 26 dicembre 1996  | Italia    |
| 7  | Martina Ghezzi      | S     | 20 agosto 2001    | Italia    |
| 8  | Jenny Barazza       | C     | 24 luglio 1981    | Italia    |
| 9  | Salimatou Coulibaly | S     | 22 ottobre 1995   | Italia    |
| 10 | Martina Stocco      | P     | 27 gennaio 2000   | Italia    |
| 12 | Piia Korhonen       | O     | 12 gennaio 1997   | Finlandia |
| 14 | Giorgia Caforio     | L     | 16 settembre 1994 | Italia    |
| 16 | Irene Zonta         | O     | 14 settembre 1996 | Italia    |
| 18 | Aurora Poli         | C     | 19 novembre 1999  | Italia    |

## Risultati

### Serie A2

#### Girone di andata
| 1ª giornata - 20 settembre 2020 Geopalace, Olbia                    | Hermaea        | 2 - 3 | Marsala          | 25-22, 18-25, 25-27, 25-23, 10-15 |
| 2ª giornata - 27 settembre 2020 PalaManera, Mondovì                 | Mondovì        | 3 - 2 | Hermaea          | 24-26, 25-22, 23-25, 25-21, 15-7  |
| 3ª giornata - 4 ottobre 2020 Palazzetto dello sport, Pinerolo       | Pinerolo       | 3 - 2 | Hermaea          | 23-25, 29-27, 15-25, 25-22, 24-22 |
| 4ª giornata - 25 novembre 2020 Palestra Comunale, Golfo Aranci      | Hermaea        | 3 - 0 | Club Italia      | 25-22, 25-15, 25-18               |
| 5ª giornata - 14 ottobre 2020 Palestra Magagni, Castelnuovo Rangone | Montale        | 2 - 3 | Hermaea          | 29-27, 21-25, 25-15, 22-25, 10-15 |
| 6ª giornata - 18 ottobre 2020 Geopalace, Olbia                      | Hermaea        | 3 - 0 | Academy Sassuolo | 25-22, 25-23, 30-28               |
| 7ª giornata - 27 gennaio 2021 Palazzetto San Luigi, Busto Arsizio   | Futura Giovani | 3 - 1 | Hermaea          | 17-25, 25-15, 25-23, 25-15        |
| 8ª giornata - 13 gennaio 2021 Palestra Comunale, Golfo Aranci       | Hermaea        | 1 - 3 | Roma Club        | 11-25, 28-26, 15-25, 14-25        |
| 9ª giornata - 29 dicembre 2020 PalaRuffini, Torino                  | CUS Torino     | 0 - 3 | Hermaea          | 14-25, 21-25, 22-25               |

#### Girone di ritorno
| 10ª giornata - 15 novembre 2020 PalaBellina, Marsala                    | Marsala          | 3 - 0 | Hermaea        | 25-20, 25-20, 25-17               |
| 11ª giornata - 31 gennaio 2021 Palestra Comunale, Golfo Aranci          | Hermaea          | 2 - 3 | Mondovì        | 25-21, 23-25, 25-16, 23-25, 13-15 |
| 12ª giornata - 29 novembre 2020 Palestra Comunale, Golfo Aranci         | Hermaea          | 0 - 3 | Pinerolo       | 23-25, 26-28, 20-25               |
| 13ª giornata - 5 dicembre 2020 Centro Pavesi, Milano                    | Club Italia      | 3 - 2 | Hermaea        | 22-25, 25-23, 15-25, 30-28, 15-12 |
| 14ª giornata - 9 gennaio 2021 Palestra Comunale, Golfo Aranci           | Hermaea          | 3 - 2 | Montale        | 21-25, 21-25, 25-18, 25-21, 15-13 |
| 15ª giornata - 13 dicembre 2020 Palestra Santissima Consolata, Sassuolo | Academy Sassuolo | 3 - 0 | Hermaea        | 25-20, 25-17, 25-23               |
| 16ª giornata - 20 dicembre 2020 Palestra Comunale, Golfo Aranci         | Hermaea          | 0 - 3 | Futura Giovani | 21-25, 22-25, 25-27               |
| 17ª giornata - 17 gennaio 2021 PalaFonte, Roma                          | Roma Club        | 3 - 1 | Hermaea        | 25-18, 28-30, 25-20, 25-12        |
| 18ª giornata - 24 gennaio 2021 Palestra Comunale, Golfo Aranci          | Hermaea          | 1 - 3 | CUS Torino     | 25-21, 21-25, 23-25, 19-25        |

### Pool salvezza

#### Girone di andata
| 1ª giornata - 28 febbraio 2021 PalaCollodi, Montecchio Maggiore | Montecchio Maggiore | 0 - 3 | Hermaea              | 20-25, 13-25, 20-25        |
| 2ª giornata - 7 marzo 2021 Palestra Comunale, Golfo Aranci      | Hermaea             | 3 - 1 | Libertas Martignacco | 22-25, 25-18, 25-17, 25-22 |
| 3ª giornata - 12 aprile 2021 Palestra comunale, Talmassons      | Talmassons          | 3 - 0 | Hermaea              | 25-16, 25-21, 25-23        |
| 4ª giornata - 21 marzo 2021 Palestra Comunale, Golfo Aranci     | Hermaea             | 3 - 1 | Olimpia Teodora      | 25-18, 21-25, 19-25, 20-25 |

#### Girone di ritorno
| 6ª giornata - 27 marzo 2021 Palestra Comunale, Golfo Aranci      | Hermaea              | 3 - 0 | Montecchio Maggiore | 25-20, 25-12, 25-22               |
| 7ª giornata - 19 aprile 2021 Palazzetto dello sport, Martignacco | Libertas Martignacco | 2 - 3 | Hermaea             | 25-15, 26-24, 21-25, 25-27, 13-15 |
| 8ª giornata - 11 aprile 2021 Palestra Comunale, Golfo Aranci     | Hermaea              | 0 - 3 | Talmassons          | 28-30, 21-25, 22-25               |
| 9ª giornata - 18 aprile 2021 PalaCosta, Ravenna                  | Olimpia Teodora      | 1 - 3 | Hermaea             | 22-25, 25-21, 25-27, 19-25        |